# Futbol'nyj Klub Čita
L'Čita, ufficialmente Futbol'nyj Klub Čita' (in russo Футбольный клуб Чита?), nota fino al 2005 come Lokomotiv Čita, è una società calcistica russa con sede a Čita.

## Storia

### Unione Sovietica
Tra il 1957 e il 1970 a rappresentare la città di Čita era presente lo SKA Čita (nota anche come Zabajkalec, Dinamo, OSK e SKVO), che disputò i campionati nazionali, giocando in otto occasioni in seconda serie.
Con la scomparsa di tale club fu fondata nel 1960 la Lokomotiv Čita: iscritta alla Vtoraja Liga (terza serie del campionato), vi giocò tra il 1974 e il 1977 e tra il 1984 e il 1989, ottenendo come miglior risultato il secondo posto nel 1988. Grazie a tale piazzamento partecipò per la prima volta alla Coppa dell'URSS 1989-1990, fermandosi al secondo turno.
Al termine del 1989, la riforma del campionato sovietico vide il club retrocedere nella neonata Vtoraja Nizšaja Liga, quarto livello del campionato, dove rimase fino alla dissoluzione dell'Unione Sovietica: nell'ultimo anno la Lokomotiv vinse il proprio girone.

### Russia
Con la fine dell'Unione Sovietica e la nascita del campionato russo di calcio, grazie alla vittoria del proprio girone di Vtoraja Nizšaja Liga, fu collocato in Pervaja liga, la seconda serie; vi partecipò per 14 anni, ottenendo come miglior risultato il terzo posto nel girone Est del Pervaja liga 1992.
Nel 2005 fu esclusa insieme all'Alanija Vladikavkaz dal campionato; il club fu rifondato col nome di Čita e poté partecipare immediatamente alla Vtoroj divizion (terza serie). Nel giro di tre anni la squadra riuscì a vincere il proprio girone e a tornare in Pervyj divizion; stavolta, però, la permanenza in seconda serie fu brevissima: il diciassettesimo posto del 2009 costò al club l'immediato ritorno in terza serie.

## Palmarès

### Competizioni nazionali
- PPF Ligi: 2

2008 (Girone Est), 2016-2017 (Girone Est)
- Vtoraja Nizšaja Liga: 1

1991 (Girone 10)

## Statistiche e record

### Partecipazione ai campionati

#### Unione Sovietica
| Livello | Categoria            | Partecipazioni | Debutto | Ultima stagione | Totale |
| ------- | -------------------- | -------------- | ------- | --------------- | ------ |
| 3º      | Vtoraja Liga         | 10             | 1974    | 1989            | 10     |
| 4º      | Vtoraja Nizšaja Liga | 2              | 1990    | 1991            | 2      |

#### Russia
| Livello | Categoria       | Partecipazioni | Debutto   | Ultima stagione | Totale |
| ------- | --------------- | -------------- | --------- | --------------- | ------ |
| 2º      | Pervaja liga    | 6              | 1992      | 1997            | 15     |
| 2º      | Pervyj divizion | 9              | 1998      | 2009            | 15     |
| 3º      | Vtoroj divizion | 7              | 2006      | 2012-2013       | 15     |
| 3º      | PPF Ligi        | 8              | 2013-2014 | 2020-2021       | 15     |